# Проникающая конвекция
Проникающая конвекция (англ. convective overshoot) — явление, из-за которого часть среды, охваченная конвекцией, больше, чем часть, неустойчивая к конвекции сама по себе. Проникающая конвекция оказывает влияние, в частности, на эволюцию звёзд.

## Описание
Конвекция — явление, при котором происходит перемешивание вещества в среде, а вместе с этим — перенос энергии в ней. Например, можно рассмотреть идеальный газ: при большом вертикальном градиенте температуры, то есть, при её быстром росте с уменьшением высоты, плотность с уменьшением высоты будет понижаться. Это приведёт к тому, что условно выделенный элемент среды небольшого объёма при малом смещении сможет всплыть наверх или утонуть, а не вернуться в исходное положение, так что в среде будет происходить конвекция. Более строго, критерий конвективной неустойчивости состоит в том, что градиент температуры должен превышать адиабатический градиент.
Если имеется ограниченная область с температурным градиентом выше адиабатического, то рассмотренный элемент среды при всплытии или погружении будет двигаться с некоторой скоростью. Даже когда элемент покинет такую область, то он пройдёт ещё какое-то расстояние, прежде чем остановится. Таким образом, конвективное перемешивание вещества охватывает более широкую область, чем та, в которой температурный градиент выше адиабатического. Такое явление называется проникающей конвекцией (англ. convective overshoot). Точный расчёт величины, на которую увеличивается конвективная область из-за проникающей конвекции, затруднителен: например, для звёзд в рамках теории длины пути перемешивания разные оценки дают результаты, отличающиеся более чем на порядок, и влияние эффекта на размер конвективной зоны, согласно этим оценкам, может быть как незначительным, так и довольно важным.

### В звёздах
В звёздах явление конвекции играет важную роль. В частности, она приводит к перемешиванию химических элементов в зоне конвекции и может приводить к выносу продуктов нуклеосинтеза во внешние слои, а также конвекция к переносу водорода, который затем используется в ядерных реакциях, в центральные части звезды. Поскольку проникающая конвекция расширяет конвективную зону, то это увеличивает количество водорода, который звезда может использовать в реакциях, и, следовательно, продлевает жизнь звезды. Одно из свидетельств проникающей конвекции на Солнце — грануляция на его поверхности.